# CompactPCI

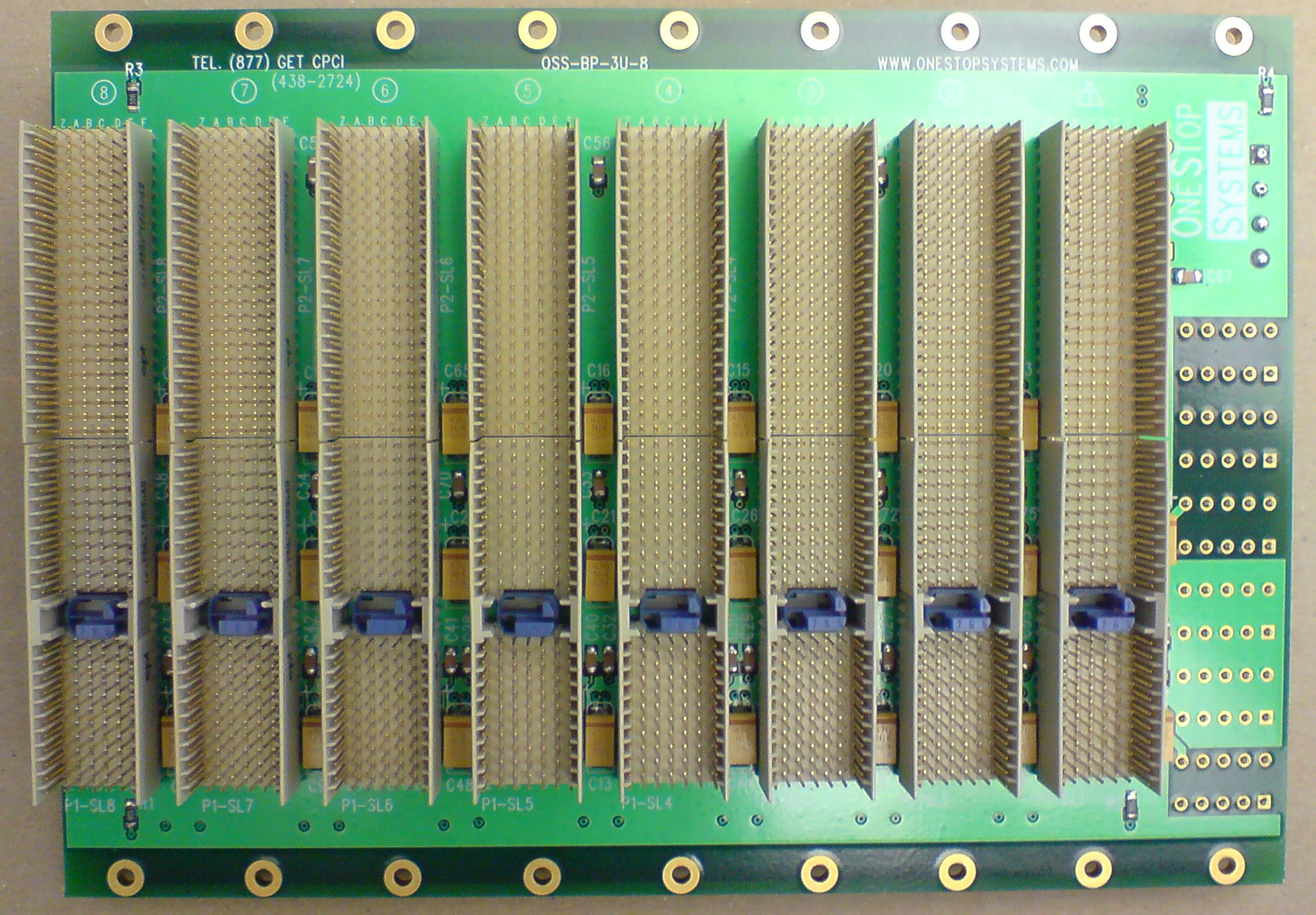
Объединительная плата CompactPCI высотой 3U с коннекторами J2 (верхний) и J1 (нижний, с синим ключом посередине). На коннектор J1 выведена 32-битная шина PCI.

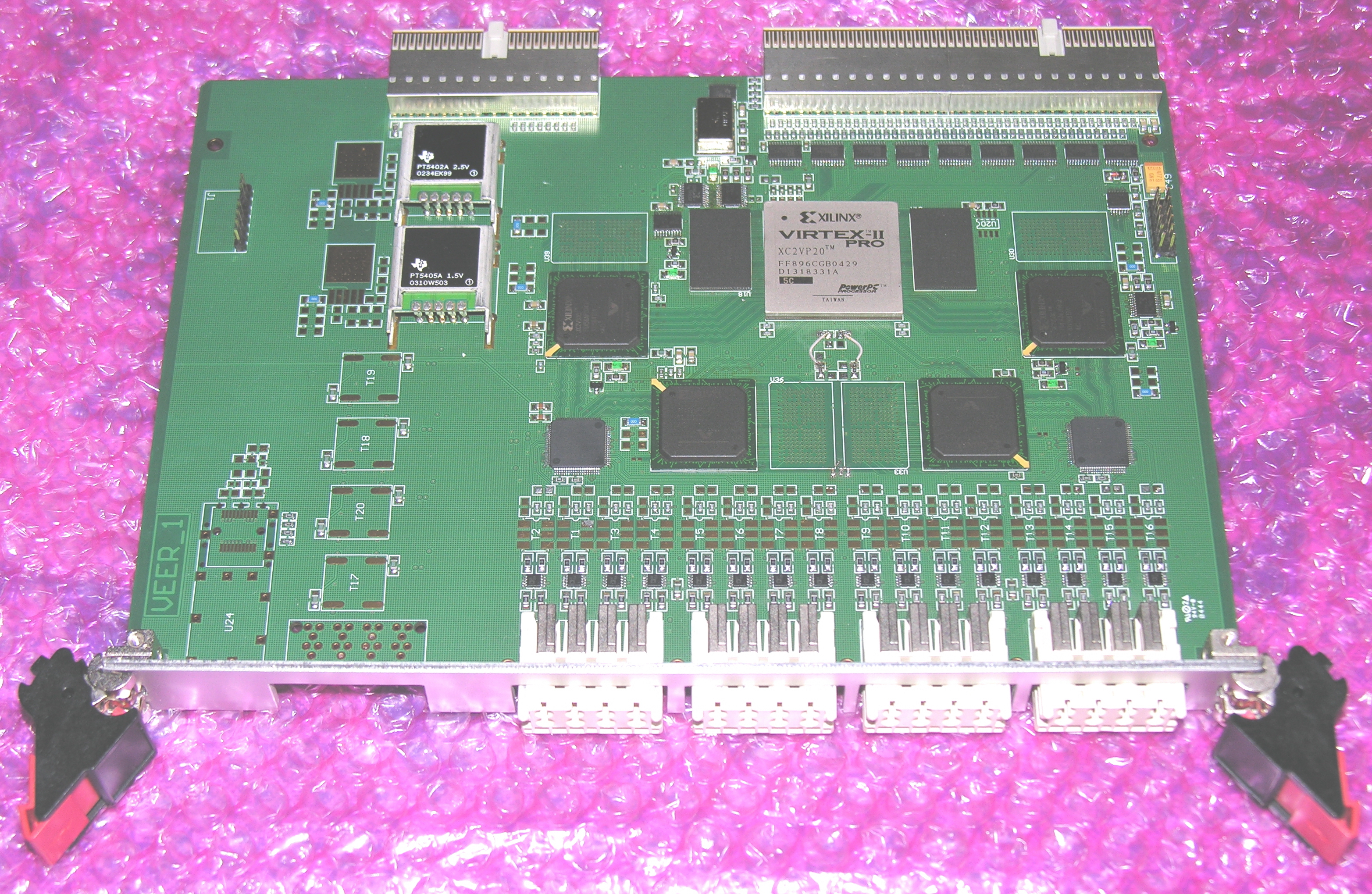
16-канальный модуль АЦП и цифровой обработки сигналов цифровой антенной решётки стандарта CompactPCI в формате 6U

CompactPCI — системная шина, широко используемая в промышленной автоматике. Электрически шина отличается от PCI стандарта 2.2 тем, что позволяет подключить большее число устройств. Но в целом совместима и обычно использует тот же набор микросхем. Физически разъём выполнен по-другому и позволяет использовать «горячее подключение» плат — то есть устанавливать и извлекать плату, не прерывая работоспособности компьютера. Изделия CompactPCI широко используются в телекоммуникациях и встраиваемых компьютерных системах. Основной конкурент — шины VME, VME32, VME64, являющиеся стандартом в военной технике НАТО (STANAG 4455 “Standardization of a VME Bus for Use in Tactical Land Vehicles”).
На настоящий момент базовая шина CompactPCI фактически устарела по пропускной способности. Но разработаны расширения, такие как PCI-E в конструктиве 3U (6U) - CompactPCI Express.
Спецификация CompactPCI Express (PICMG EXP.0 R1.0) была принята в 2005 г. Призванная стать преемником CompactPCI, она имела ряд серьезных ограничений, как, например, отсутствие поддержки интерфейсов SATA, USB и Ethernet. Кроме того, в CompactPCI Express не было полноценной поддержки тыльных плат ввода-вывода из-за недостаточного числа соответствующих связей для подвода и вывода сигналов. Использованные в спецификации высокочастотные ZD-разъемы фирм ERNI и Tyco Electronics имели полосу пропусания, ограниченную частотой 3,125 ГГц, для которой гарантировался джиттер, не более 9,3 % от периода тактовых с импульсов. Данной частоты было недостаточно, чтобы обеспечить передачу данных в устройствах, совместимых с PCI Express Gen2.0.
В итоге спецификация CompactPCI Express не снискала коммерческого успеха и не стала основой для создания большого числа встраиваемых систем, стандарт постепенно перешел в разряд экзотики, используемой в ограниченном классе специализированных приложений.
В настоящее время распространение получили модули высотой 3U с шиной CompactPCI Serial Gen3.0 Архивная копия от 8 февраля 2021 на Wayback Machine, которые покрывают большую часть потребностей в высокопроизводительной обработке данных. Более 20 компаний по всему миру производят процессорные и  периферийные модули (накопили, ввод/вывод, коммутаторы и т.д.).
Другое расширение, CompactPXI, использует PXI.
Спецификация CompactPCI не является свободно распространяемой, поэтому здесь нельзя выкладывать какие-либо технические данные, чертежи, описание сигналов.

## Исполнение модулей
Распространены модули стандарта 3U и 6U, но встречаются и другие исполнения.

## Расширение шины
Стандарт CompactPCI позволяет добавить дополнительные сигналы, для передачи данных помимо шины PCI. На основе этих расширений были созданы новые стандарты, такие как CompactPCI 64 или PXI.

## Характеристики
- Разрядность — 32/64
- Адрес/Данные — мультиплексируемые
- Тип шины — синхронная шина 33 МГц или 66 МГц. Частота шины зависит от того, способны ли все устройства, включая системное (мастер) работать на данной частоте. Если хотя бы одно из устройств не работает на частоте 66 МГц, мастер выбирает частоту 33 МГц.
- Конструктив — Евромеханика 3U, 6U
- Обычно максимальное количество модулей в крейте — 8/16, однако известна платформа ZT5088e12U компании Performance Technologies, содержащая 21 слот CPCI для плат формата 6U, каждый из которых поддерживает протокол 64 бит/66 МГц.[4]
- Пропускная способность в 32-разрядном варианте — 132 Мбайт/с. Соответственно, максимальная пропускная способность на 64-разрядной шине при частоте 66 МГц составляет 528Мбайт/с. Но данную пропускную способность не просто получить. При проектировании устройства необходимо решить проблему "конфликта" устройств при доступе к шине, а также знать, будет ли системная плата принимать все данные или будет часть игнорировать, для того чтобы, например, обработать более высокоприоритетные от Ethernet 100 Мбит или 1 Гбит.
- практика показывает, что изделия, выполненные в формате 6U, менее надёжны при эксплуатации в движении на машинах по сравнению с стандартом OpenVPX. При недостаточной амортизации крейтов оборудование даёт сбои при тряске или ударах (что является нормой при езде). Также следует обратить внимание на то, что не все устройства работоспособны при низких температурах.

Зато это оборудование отлично подходит для создания измерительных или управляющих компьютеров, стендов, частей станков.